# Pullman (Washington)
Pullman és una població dels Estats Units a l'estat de Washington. Segons el cens del 2008 tenia 29.569 habitants.

## Demografia
Segons el cens del 2000, Pullman tenia 24.675 habitants, 8.828 habitatges, i 3.601 famílies. La densitat de població era de 1.058,6 habitants per km².
Per edats la població es repartia de la següent manera: un 13,1% tenia menys de 18 anys, un 49,4% entre 18 i 24, un 22,8% entre 25 i 44, un 10,3% de 45 a 60 i un 4,5% 65 anys o més.
L'edat mediana era de 22 anys. Per cada 100 dones de 18 o més anys hi havia 104,7 homes.
La renda mediana per habitatge era de 20.652 $ i la renda mediana per família de 46.165 $. Els homes tenien una renda mediana de 36.743 $ mentre que les dones 29.192 $. La renda per capita de la població era de 13.448 $. Aproximadament el 15,3% de les famílies i el 37,5% de la població estaven per davall del llindar de pobresa.

## Poblacions properes
El següent diagrama mostra les poblacions més properes.